# Апрель 2023 года

Список событий апреля 2023 года.

## События
- 1 апреля
  - Спорт
    - В Оттаве начался чемпионат мира по кёрлингу среди мужчин[1]

- 2 апреля
  - Происшествия и катастрофы
    - В американском штате Монтана сошли с рельсов[2] 25 вагонов грузового поезда, часть из них оказались в реке[3].
    - В результате взрыва в кафе в Санкт-Петербурге погиб Владлен Татарский (Максим Фомин), 42 человека пострадали[4].

  - Политика и выборы
    - Президентские выборы в Черногории: во втором туре президентом избран 36-летний Яков Милатович[5].
    - Парламентские выборы в Финляндии: Национальная коалиция получила 48 мест, «Истинные финны» — 46, а Социал-демократическая партия Финляндии действующего премьер-министра страны Санны Марин — 43[6].
    - Парламентские выборы в Болгарии: лучший результат показала коалиция партий СДС и ГЕРБ[7].

  - Спорт
    - Теннисист Даниил Медведев выиграл турнир в Майами, пятый раз в карьере победив на турнире серии ATP Мастерс 1000[8].
    - Макс Ферстаппен выиграл Гран-при Австралии «Формулы-1»[9].

- 3 апреля
  - Экономика и бизнес
    - По данным The Wall Street Journal[10], McDonald's временно закрывает офисы в США из-за сокращения персонала и глобальной реструктуризации[11].

  - Наука и технологии
    - Учёные зафиксировали на камеру самую глубоководную рыбу, морского слизня рода Pseudoliparis обнаружили на дне Идзу-Бонинского жёлоба на рекордной глубине - 8336 метров[12].

  - Происшествия и катастрофы
    - Землетрясение на Камчатке магнитудой 6,9. Погибших нет[13].

- 4 апреля
  - Политика и выборы
    - Опубликовано обвинительное заключение по делу экс-президента США Дональда Трампа[14].

  - Экономика и бизнес
    - Бернар Арно, глава Louis Vuitton, впервые возглавил рейтинг богатейших людей мира по версии журнала Forbes, опередив Илона Маска. Состояние Бернара Арно и его семьи Forbes оценил в $211 млрд, на втором месте — Илон Маск, на третьем — Джефф Безос[15].

- 5 апреля
  - Спорт
    - В Канаде начался чемпионат мира по хоккею с шайбой среди женщин[16].

  - Происшествия и катастрофы
    - В мечети Аль-Акса в Иерусалиме задержали более 350 человек после того как ранее палестинцы пришли сюда и забаррикадировались внутри[17].
    - В бразильском Блуменау в результате нападения на детский сад погибли 4 детей в возрасте от 5 до 7 лет[18].

  - Общество
    - Сейм Латвии принял закон об обязательной военной службе в течение года для мужчин с 18 лет, вернув этим обязательную службу в стране впервые за последние десятилетия[19].

  - Наука и технологии
    - Исследователи из Вашингтонского университета (США), благодаря изображениям, полученным космическим кораблём «Магеллан» с помощью Magellan SAR (радар с синтезированной апертурой) FMAP (радарная карта полного разрешения) с глобальными мозаиками левого и правого обзора с разрешением 75 метров на пиксель, используя программное обеспечение ArcGIS составили самую подробную карту вулканов Венеры, которая, как они считают, также является самой полной картой вулканов всех планет Солнечной системы, включая Землю[20].
    - Космический телескоп «Джеймс Уэбб» обнаружил четыре самые далёкие из когда-либо наблюдаемых галактик, одна из которых, предположительно, образовалась всего через 320 млн лет после Большого взрыва, давшего начало Вселенной. Красное смещение JADES-GS-z13-0 z = 13,2, что соответствует временной отметке в 320 миллионов лет после Большого взрыва и делает её самой далёкой из известных галактик, чьё открытие подтверждено. Предыдущий подобный рекорд составлял z = 10,95 для галактики GN-z11[21].

- 6 апреля
  - Политика и выборы
    - Правительство Финляндии во главе с Санной Марин ушло в отставку[22].

  - Наука и технологии
    - Новозеландская фирма Dawn Aerospace провела испытания самолёта с ракетным двигателем Mk-II Aurora. Ракетоплан является моделью более крупного аппарата, который в дальнейшем планируется использовать для того, чтобы совершать коммерческие суборбитальные полёты[23].

  - Вооружённые конфликты
    - Израиль был обстрелян с территории Ливана, удар пришёлся по северной части страны. По оценкам израильской стороны, было выпущено более 30 ракет[24].

- 7 апреля
  - Издание The New York Times со ссылкой на источники в Белом доме сообщило о сливе данных Министерства обороны США в сеть: в Twitter, Telegram и 4chan появились засекреченные военные документы, которые детализируют планы США и НАТО по развитию украинской армии перед запланированным контрнаступлением. Расследователи Bellingcat установили, что секретные данные были распространены на сервере Discord[25].
  - Наука и технологии
    - В Айове (США) был обнаружен уникальный череп жившей ок. 13,5 тыс. л. н. саблезубой кошки вида Smilodon fatalis, исключительность находки заключается в том, что череп сохранился практически полностью[26].
    - Китай успешно вывел на орбиту коммерческую твердотопливную ракету-носитель «Гипербола-1» (SQX-1)[27].

  - Вооружённые конфликты
    - Армия Израиля сообщила, что целями её ранее нанесённых авиационных ударов в южных районах Ливана стала инфраструктура движения ХАМАС; удары наносились в ответ на произошедший ранее обстрел территории Израиля[28].

  - Спорт
    - Начался матч за звание чемпиона мира по шахматам в Астане[29].

- 8 апреля
  - Спорт
    - Сидни Кросби стал 15-м хоккеистом в истории НХЛ, набравшим за карьеру 1500 очков в регулярных сезонах[30].
    - Капитан клуба НХЛ «Эдмонтон Ойлерз» Коннор Макдэвид стал 6-м в истории лиги игроком и первым в XXI веке, набравшим 150 очков в одном регулярном чемпионате НХЛ[31].

  - Международные отношения
    - Правительство Чада потребовало от посла Германии Яна Кристиана Гордона Крике покинуть страну в течение 48 часов[32].

- 9 апреля
  - Спорт
    - Хон Рам стал вторым испанским гольфистом в XXI веке, выигравшим турнир Мастерс. Рам получил 3 240 000 долларов призовых[33].

  - Культура и искусство
    - «Братья Супер Марио в кино» стал самым кассовым анимационным фильмом в истории по итогам первого уик-энда проката, собрав 377 млн долларов США[34].

  - Происшествия и катастрофы
    - В результате крупного пожара в Гамбурге произошло выделение токсичного дыма, жителей предупредили о необходимости закрыть окна и оставаться в домах. Также из-за пожара прекращено железнодорожное сообщение между Гамбургом и Бюхеном[35].

- 10 апреля
  - Спорт
    - 35-летний Клод Жиру и 38-летний Джо Павелски набрали по 1000 очков в регулярных сезонах НХЛ за карьеру. Ранее это удавалось 95 хоккеистам в истории[36][37].

  - Общество
    - Стало известно, что местный народный суд в Китае приговорил правозащитников Сюй Чжиюна[англ.] и Дина Цзяси к 14 и 12 годам тюремного заключения соответственно[38].

  - Происшествия и катастрофы
    - 5 человек погибли, ещё 6 получили ранения при стрельбе в американском городе Луисвилле, штат Кентукки[39].

  - Наука и технологии
    - Учёные впервые обнаружили в Японском море микроорганизмы, проявившие способность поглощать нефть при низких температурах[40].

- 11 апреля
  - Вооружённые конфликты
    - Гражданская война в Мьянме: ВВС Мьянмы нанесли авиаудар в округе Сикайн, погибло около 130 человек[41].

  - Экономика
    - Австралия приостановила процесс подачи жалобы против КНР Всемирную торговую организацию (ВТО)[42].

  - Происшествия и катастрофы
    - На Камчатке началось извержение вулкана Шивелуч, произошёл крупнейший за 60 лет пеплопад[43].
    - На Камчатке недалеко от города Петропавловск-Камчатский произошло землетрясение магнитудой 5,8[44].

- 12 апреля
  - Авиация и космонавтика
    - Китайская аэрокосмическая компания CAS Space[англ.], дочерняя структура Китайской академии наук (CAS), начала испытания многоразовых ракет с вертикальными взлётом и посадкой[45].

  - Происшествия и катастрофы
    - В Ричмонде (штат Индиана, США) произошёл пожар на заводе по переработке и хранению пластика, агентство по ЧС округа Уэйн издало приказ об эвакуации около 2000 человек, которые проживают в радиусе километра от места происшествия[46].

- 13 апреля
  - Наука
    - Учёные из США и Нидерландов описали древнейший известный скелет летучей мыши; останки нашли на территории американского штата Вайоминг, их возраст оценивается в 52 миллиона лет[47].

  - Спорт
    - Клуб НХЛ «Бостон Брюинз» завершил регулярный чемпионат с рекордными в истории лиги показателями по количеству побед (65) и набранных очков (135) в одном сезоне[48].
    - Ирландец Крейг Брин стал первым за 17 лет гонщиком чемпионата мира по ралли, погибшим в результате аварии[49].

  - Погода
    - Снегопады, не характерные для этого времени года, прошли в провинции Эль-Баха на юго-западе Саудовской Аравии, а также в районе израильской горы Хермон[50]. В части попавших под снегопад регионов отменены занятия во всех учебных заведениях[51].

  - Происшествия и катастрофы
    - Правительство Японии объявило об экстренной эвакуации людей в убежища из-за риска падения ракеты КНДР в районе острова Хоккайдо[52].

- 14 апреля
  - Спорт
    - Завершился регулярный чемпионат НХЛ[53].

  - Российские войска выпустили по Славянску не менее 7 ракет. В результате массированного удара 11 человек погибли, 22 получили ранения, повреждения получили 5 многоэтажек, 5 частных домов, школа, база отдыха, административное здание, магазин, хозяйственный центр[54].
  - На космодроме Куру во Французской Гвиане при помощи ракеты-носителя Ariane 5 состоялся запуск межпланетной станции JUICE (JUpiter ICy moons Explorer), которая будет исследовать три крупнейших спутника Юпитера — Европу, Ганимед и Каллисто[55].
  - Экспериментальный усовершенствованный сверхпроводящий токамак (EAST), который также называют китайским «искусственным солнцем», достиг устойчивой работы плазмы в режиме высокого удержания в течение 403 секунд, что стало новым мировым рекордом[56].
  - Новый Mercedes-AMG ONE побил рекорд круга для серийных машин в итальянской Монце; машина с 1,6-литровым гибридным турбомотором V6 мощностью 1063 л. с. проехала круг в конфигурации «Гран При» за 1:43,902 секунды, улучшив действующий рекорд сразу на десять секунд[57].
  - В России вступил в силу закон, создающий новую систему призыва на воинскую службу[58].

- 15 апреля
  - Вооружённые конфликты
    - В Судане вспыхнули столкновения между соперничающими группировками правящих вооруженных сил страны. Столкновения начались, когда военизированные Силы оперативной поддержки (RSF) начали атаки на ключевые правительственные объекты. Агентство Reuters назвало эти события попыткой государственного переворота[59].

  - Политика
    - В Германии закрыты последние 3 действующие АЭС[60]

  - Спорт
    - Начался плей-офф НБА 2023[61].
    - Сборная США стала победителем командного чемпионата мира по фигурному катанию[62].

- 16 апреля
  - Экономика и бизнес
    - На АЭС «Олкилуото» началась коммерческая эксплуатация третьего энергоблока — самого мощного блока атомной электростанции в Европе и третьего по мощности в мире[63].

  - Культура и искусство
    - Последний показ мюзикла «Призрак оперы», ставшего самым долгоиграющим шоу в истории Бродвея, прошёл на сцене нью-йоркского театра «Маджестик» спустя 35 лет после премьеры. Спектакль за время показов был отыгран на Бродвее 13 981 раз, последний показ продолжался более 2,5 часов, на него были приглашены участники оригинальной бродвейской постановки, премьера которой состоялась в 1988 году[64].

  - Происшествия и катастрофы
    - В Индии в прямом эфире застрелили бывшего депутата Атика Ахмеда, приговоренного к пожизненному сроку за похищения людей. Его вместе с братом Ашрафом, который также осужден, застрелили выдавшие себя за журналистов люди, они задержаны[65].
    - В результате стрельбы на курорте в Мексике погибло 7 человек; нападение вооружённых людей произошло на территории одного из отелей в курортном городе Кортасар[66].

  - Спорт
    - Теннисист Андрей Рублёв выиграл турнир серии ATP Masters 1000 в Монте-Карло. Это первая в карьере победа Рублёва на турнирах данной категории и первая победа теннисистов из России на этом турнире[67].
    - Женская сборная США по хоккею с шайбой выиграла чемпионат мира, победив в финале команду Канады со счётом 6:3. Хет-трик в финале сделала капитан американок Хилари Найт[68].
    - Башир Абди из Бельгии выиграл Роттердамский марафон с результатом 2:03:47 (на 11 сек медленнее рекорда Европы)[69].

- 17 апреля
  - Вооружённые конфликты
    - В Индонезии по меньшей мере 6 солдат погибли и 30 пропали без вести во время операции по спасению новозеландского лётчика, попавшего в заложники к сепаратистам из провинции Западное Папуа[70].
    - Иностранная военная помощь Украине в российско-украинской войне: Словакия завершила передачу Украине 13 истребителей МиГ-29[71].
    - Вторжение России на Украину: бывший депутат Верховной рады Олег Барна погиб в бою в Марьинском районе Донецкой области[72].

  - Спорт
    - Кениец Эванс Чебет второй год подряд выиграл Бостонский марафон, показав время 2:05:54[73].

- 18 апреля
  - Общество
    - Жители Израиля почтили минутой молчания память жертв геноцида евреев во время Второй мировой войны[74].

  - Происшествия и катастрофы
    - 29 человек погибли при пожаре в больнице Чанфэн в Пекине, 71 пациент эвакуирован[75].

- 19 апреля
  - Вооружённые конфликты
    - Жертвами столкновений в Судане за сутки стали 30 человек, 245 пострадали, сообщил Центральный комитет врачей этой страны[76].

  - Забастовки и протесты
    - Массовая забастовка сотрудников аэропортов в Германии привела к отмене более 300 авиарейсов, что затронуло почти 80 тыс. пассажиров. Акцию протеста провёл профсоюз Verdi ради повышения выплат за внеурочную работу и ненормированный график, в ней приняли участие сотрудники аэропортов в Дюссельдорфе, Гамбурге и Кёльн-Бонне[77].

- 20 апреля
  - Происшествия и катастрофы
    - В Белгороде произошёл взрыв. На перекрёстке улиц Губкина и Ватутина образовалась 20-метровая воронка после падения из-за нештатного схождения с пилона истребителя-бомбардировщика Су-34 Воздушно-космических сил РФ авиационной бомбы ФАБ-500М62 с новым управляемым модулем планирования и коррекции (УМПК) во время полёта. В результате инцидента пострадали две женщины, повреждены 4 квартиры и несколько автомобилей, один из автомобилей отбросило взрывной волной на крышу магазина Пятёрочка. Повреждённый дом на улице Шаландина расселён[78].
    - По меньшей мере 78 человек погибли и десятки получили травмы в результате давки в столице Йемена городе Сана на мероприятии по раздаче милостыни[79].

  - Наука
    - Неизвестный ранее науке вид медуз с 24 глазами Tripedalia maipoensis нашли в пруду в Гонконге на территории заповедника Май По[80].

  - Авиация и космонавтика
    - Ракета-носитель с кораблём Starship стартовала с площадки в Техасе в рамках тестового запуска после незначительной задержки, однако спустя несколько минут взорвалась[81].

- 21 апреля
  - Происшествия и катастрофы
    - Мемориальный мост «Золотая Звезда», соединяющий северные и южные штаты в США, оказался полностью перекрыт из-за возгорания бензовоза на нём[82].
    - В первый день праздника Ид аль-Фитр в Судане в результате вооружённых столкновений погибли 59 человек, более 200 ранены[83].

- 22 апреля
  - Происшествия и катастрофы
    - В Белгороде эвакуируют более 3000 человек из 17 многоэтажек в радиусе 200 метров от повреждённого и расселённого дома на Шаландина, 15, где нашли вторую авиабомбу[84].

- 23 апреля
  - Вооружённые конфликты
    - Столкновения в Судане: десятки стран, включая Великобританию, Испанию, Германию, Канаду, Россию, эвакуируют или заявили о намерении эвакуировать своих граждан и официальных представителей из Судана, включая дипломатические миссии в Хартуме[85].

  - Политика и выборы
    - Бывший президент Перу Алехандро Толедо, обвиняемый по делу о коррупции и отмывании денег, экстрадирован из США в Перу[86].

  - Спорт
    - 23-летний кениец Келвин Киптум выиграл Лондонский марафон с рекордом трассы (2:01:25), показав второй результат в истории, всего на 16 сек медленнее мирового рекорда[87].
    - В Загребе завершился чемпионат Европы по борьбе: в мужской вольной борьбе лучшими стали спортсмены из Азербайджана, в греко-римской борьбе — турки, а в женской вольной борьбе — украинки[88].

- 24 апреля
  - Пожар на нефтебазе в городе Ровеньки (ЛНР) после ударов украинских беспилотных летательных аппаратов Mugin-5 Pro[89]
  - Наука
    - Морские биологи из Университета Эссекса с помощью подводной лодки Alvin обнаружили глубоководные коралловые рифы в первозданном виде в ранее неисследованной части морского заповедника Галапагосских островов[90].
    - Учёные из Института Скриппса (США) нанесли на карту 19 тысяч ранее неизвестных подводных вулканов. Объекты удалось обнаружить благодаря спутниковым радарам, при этом картированными всё равно остаётся только около 25 % морского дна[91].

  - Медиа
    - Такер Карлсон покинул телеканал Fox News[92].

  - Спорт
    - Игрок клуба НБА «Майами Хит» Джимми Батлер набрал 56 очков в матче плей-офф против «Милуоки Бакс» (119—114), за всю историю ассоциации только три баскетболиста набирали больше очков за один матч плей-офф[93][94].

- 25 апреля
  - Вооружённые конфликты
    - Вторжение России на Украину: российская пропаганда сообщила о начале ограниченного применения Россией танков Т-14[95]

  - Спорт
    - Аргентинский форвард «Жироны» Валентин Кастельянос стал первым с 1947 года футболистом, забившим 4 мяча в ворота мадридского «Реала» в матче чемпионата Испании (4:2)[96]

  - Наука и технологии
    - Частная японская компания ispace[англ.] не смогла осуществить мягкую посадку в лунном кратере Атлас своего зонда Hakuto-R[англ.], который должен был доставить на поверхность Луны луноход ОАЭ[англ.] «Рашид» и игрушечный японский луноход-трансформер[97]
    - Вторая по глубине голубая дыра в мире обнаружена у побережья полуострова Юкатан в Мексике. Гигантская подводная пещера, расположенная в заливе Четумаль, имеет глубину 274 метра и занимает площадь 13 660 квадратных метров[98]
    - Шведская исследовательская ракета, запущенная накануне с космодрома Эсрейндж, нештатно приземлилась в Норвегии[99]

  - Политика и выборы
    - Джо Байден объявил о выдвижении своей кандидатуры на пост президента США в 2024 году[100]

  - Происшествия и катастрофы
    - В Свердловской области в посёлке Сосьва выгорели жилой район Чекистский и улица Московская. Один человек погиб. Из-за сильного задымления перекрыта трасса «Серов—Сосьва—Гари». Сгорели дома в селе Байкалово, в посёлках Висим, Таёжный и Карпинск. В регионе введён режим ЧС[101]

- 26 апреля
  - Спорт
    - В плей-офф НБА «Майами Хит» сенсационно обыграли лучшую команду регулярного сезона «Милуоки Бакс» со счётом 4-1 в серии. Игрок «Хит» Джимми Батлер в двух последних матчах серии набрал 98 очков, Бэм Адебайо отметился трипл-даблом в последней игре[102].

  - Политика и выборы
    - Президенту Турции Реджепу Тайипу Эрдогану стало плохо в прямом эфире местного телеканала, он экстренно госпитализирован[103]. На 14 мая в Турции запланированы президентские выборы.

  - Происшествия и катастрофы
    - В здание Российского центра науки и культуры в Никосии бросили коктейли Молотова, после чего оно загорелось[104].
    - В Мурманской области недалеко от Мончегорска потерпел катастрофу и упал в озеро Большая Имандра российский истребитель МиГ-31, оба пилота катапультировались[105].

  - Международные отношения
    - Председатель КНР Си Цзиньпин и президент Украины Владимир Зеленский пообщались по телефону впервые с 2021 года[106].

  - Законы и преступления
    - Суд в Бразилии распорядился приостановить работу мессенджера Telegram на территории этой страны по причине того, что администрация мессенджера не предоставила полиции всю информацию о деятельности неонациских групп, которые использовали это приложение[107] (работа была возобновлена 29 апреля[108]).
    - В сингапурской тюрьме Чанги казнён 46-летний Тангараджу Суппиа, осуждённый за незаконный оборот около 1 кг марихуаны в 2018 году. Это первая казнь в Сингапуре с октября 2022 года[109].

  - Здравоохранение
    - Вспышка оспы обезьян: Пакистан заявил о первых выявленных случаях[110].

- 27 апреля
  - Энергетика
    - Открыт первый энергоблок первой в Турции атомной электростанции «Аккую»[111].

- 28 апреля
  - Авиация и космонавтика
    - Космонавт из ОАЭ по имени Султан аль-Нейади впервые в истории космической программы этой страны совершил выход в открытый космос[112].

  - Электроника и IT
    - Корпорация Microsoft сообщила о решении прекратить выпуск крупных обновлений для операционной системы Windows 10, об этом есть сообщение на сайте компании. Период технической поддержки Windows 10 прекратится 14 октября 2025 года, указано там же[113].

  - Вооружённые конфликты
    - Вторжение России на Украину: вооружённые силы РФ обстреляли ракетами города Умань, убив не менее 23 человек, среди которых четверо детей[114] и Днепр — убив двухлетнюю девочку и молодую женщину. В Умани объявлен трёхдневный траур.

- 29 апреля
  - Пожар высшего 4-го класса на нефтебазе в районе Казачьей бухты в Севастополе. Площадь пожара в районе улицы братьев Манганари составляет около 1000 м². По предварительной информации возгорание произошло из-за попадания беспилотника[115]

- 30 апреля
  - Политика
    - На совещании российской оппозиции в Берлине подписана «Декларация российских демократических сил», в которой заявлено, среди прочего, о преступности режима Путина и войны против Украины. Подписавшиеся обязались воздерживаться от конфликтов в антивоенных и демократических движениях. Декларация открыта для подписания гражданами России[116][117].
    - В Парагвае стартовали всеобщие выборы[118].

  - Спорт
    - В Ташкенте (Узбекистан) начинается чемпионат мира по боксу среди любителей, который пройдёт с 30 апреля по 14 мая[119], и в нём примут участие более 640 спортсменов из 104 стран со всех пяти континентов[120].